# Смољењице
Смољењице (слч. Smolenice) насељено је мјесто са административним статусом сеоске општине (слч. obec) у округу Трнава, у Трнавском крају, Словачка Република.

## Становништво
| Година:    | 1994. | 2004.   | 2014.   | 2024.   |
| ---------- | ----- | ------- | ------- | ------- |
| Број људи: | 3211  | 3235    | 3358    | 3228    |
| Разлика:   |       | +0,74 % | +3,80 % | -3,87 % |

| Година:    | 2023. | 2024.   |
| ---------- | ----- | ------- |
| Број људи: | 3242  | 3228    |
| Разлика:   |       | -0,43 % |

Према подацима о броју становника из 2024. године насеље је имало 3228 становника.